# Academic Plovdiv
O Basketball Club Academic Plovdiv (em búlgaro:  Баскетболен клуб Академик „Пловдив“), conhecido também apenas como Academic Bultex 99, é um clube de basquetebol baseado em Plovdiv, Bulgária que atualmente disputa a NBL. Manda seus jogos na Arena Sila com capacidade para 1.000 espectadores.

## Histórico de Temporadas
| Temporada | Nível | Liga  | Pos. | J     | PL  | Resultado         | Copa da Bulgária  | Competições internacionais |
| --------- | ----- | ----- | ---- | ----- | --- | ----------------- | ----------------- | -------------------------- |
| 2014-15   | 2     | Div.A | 4    | 14-6  |     |                   |                   | -                          |
| 2015-16   | 1     | NBL   | 9    | 6-21  |     |                   |                   |                            |
| 2016-17   | 1     | NBL   | 2    | 16-8  | 1-2 | Quartas de finais | Semifinais        |                            |
| 2017-18   | 1     | NBL   | 2    | 18-6  | 3-4 | Semifinais        | Semifinais        | R Liga Balcânica QF - 5-7  |
| 2018-19   | 1     | NBL   | 4    | 13-11 | 0-2 | Quartas de finais | Semifinais        | R Liga Balcânica SF - 8-4  |
| 2019-20   | 1     | NBL   | 6º   | 9-11  |     |                   | Quartas de finais | R Liga Balcânica 2ªF - 8-2 |
| 2020-21   | 1     | NBL   | 5º   | 11-13 | 2-3 | Semifinais        | Quartas de finais | R Liga Balcânica 2ªF - 5-5 |
| 2021-22   | 1     | NBL   | 7º   | 12-15 | 1-2 | Quartas de finais | Quartas de finais |                            |
| 2022-23   | 1     | NBL   | 8º   | 11-19 | 1-2 | Quartas de finais | Quartas de finais |                            |
| 2023-24   | 1     | NBL   | 9º   | 13-19 |     |                   | Quartas de finais |                            |
| 2024-25   | 1     | NBL   | 5º   | 13-11 | 1-2 | Quartas de finais | Quartas de finais |                            |

fonte:eurobasket.com